# Henryk Mądrzak
Henryk Mądrzak (ur. 18 grudnia 1929 w Nowych Skalmierzycach, zm. 7 lipca 2016) – polski prawnik, specjalista w dziedzinie postępowania egzekucyjnego.

## Życiorys
Urodzony 18 grudnia 1929 r. w Nowych Skalmierzycach. W latach 1951–1955 studiował prawo na Uniwersytecie Wrocławskim. Od 1957 r. odbywał aplikację sądową w Sądzie Wojewódzkim we Wrocławiu, a w 1959 był asesorem sądowym w Sądzie Powiatowym w Strzelinie.
Doktoryzował się w 1963 r., habilitację uzyskał w 1978, a tytuł profesorski otrzymał w 1997 r. Od 1957 do 2006 r. pracował na Uniwersytecie Wrocławskim jako asystent (1957), adiunkt (1964), docent (1969) i profesor nadzwyczajny (1991). Od 1972 r. do końca kariery był kierownikiem Zakładu Postępowania Cywilnego, a od 1980 do 1981 r. zastępcą dyrektora Instytutu Prawa Cywilnego. W latach 1981–1984 sprawował funkcję prodziekana Wydziału Prawa i Administracji UWr. Ponadto był członkiem i przewodniczącym senackiej Komisji Dyscyplinarnej. Oprócz pracy na UWr związany był także z Wyższą Szkołą Prawa im. Heleny Chodkowskiej we Wrocławiu.
Autor ok. 30 prac naukowych z zakresu postępowania cywilnego. Promotor trzech prac doktorskich. Od 1988 brał udział w powołanej przy Ministerstwie Sprawiedliwości Komisji ds. Reformy Prawa Cywilnego jako członek zespołu ds. prawa egzekucyjnego. Członek Wrocławskiego Towarzystwa Naukowego.

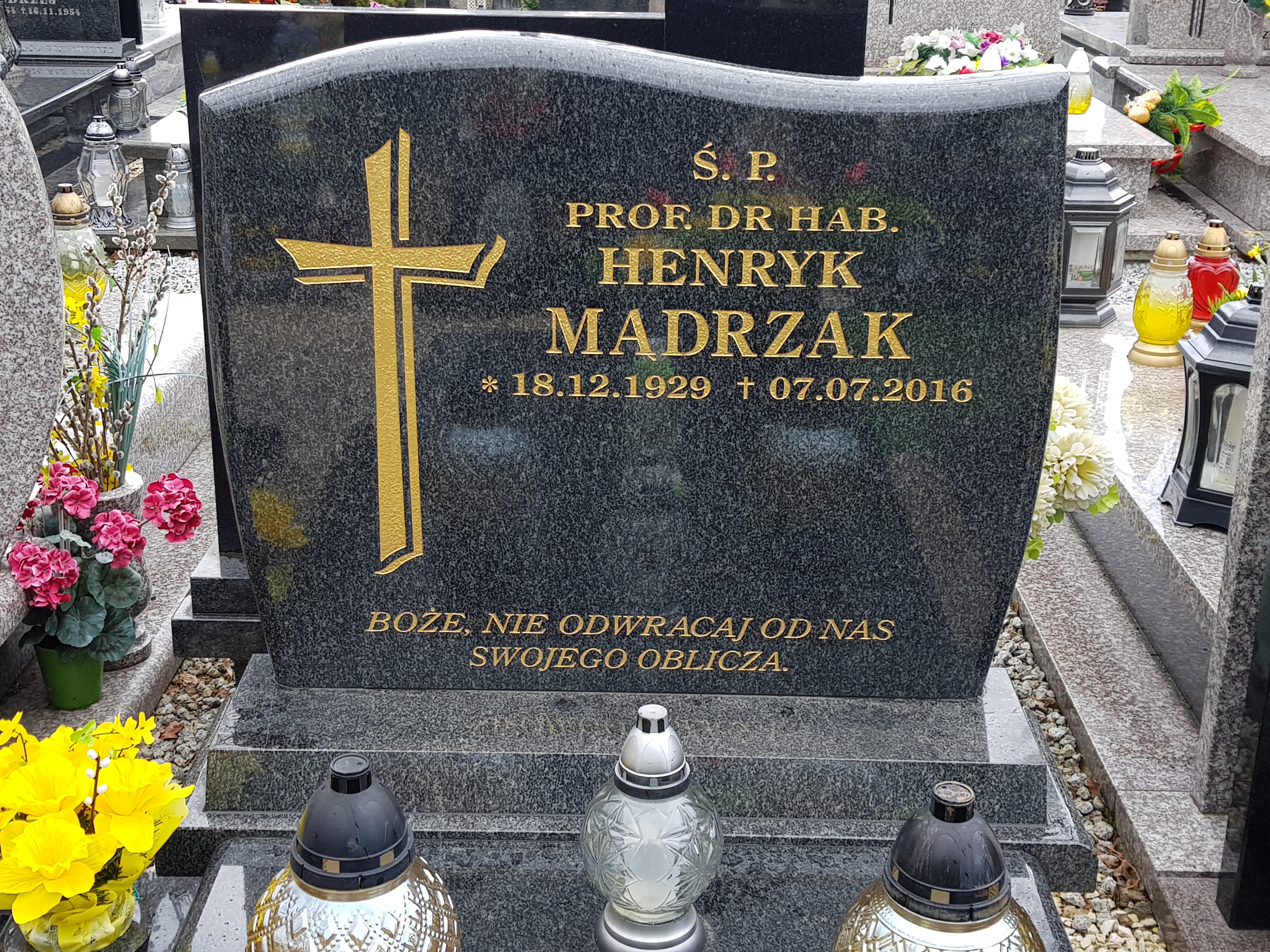
Grób prof. Henryka Mądrzaka na Cmentarzu Osobowickim we Wrocławiu

Zmarł 7 lipca 2016 r. i został pochowany na Cmentarzu Osobowickim we Wrocławiu.

## Odznaczenia[2]
- Złoty Krzyż Zasługi (1972)
- Krzyż Kawalerski Orderu Odrodzenia Polski (1988)